# Parafia św. Eugeniusza de Mazenod w Burpengary
Parafia św. Eugeniusza de Mazenod w Burpengary – parafia rzymskokatolicka, należąca do archidiecezji Brisbane.
Przy parafii funkcjonuje katolicki College św. Eugeniusza de Mazenod.
Parafia posiada także kościół filialny w Deception Bay